# Eupatorium tucumanense
Eupatorium tucumanense là một loài thực vật có hoa trong họ Cúc. Loài này được Lillo & B.L.Rob. mô tả khoa học đầu tiên năm 1930.